# 乱歩地獄
『乱歩地獄』（らんぽじごく）は、2005年に公開された日本映画。4作品のオムニバス映画で、4作品とも原作は江戸川乱歩。

## 概要
江戸川乱歩の短・中編小説『火星の運河』『鏡地獄』『芋虫』『蟲』をそれぞれ映像化し、オムニバス形式で公開した。一部に性的描写（性的倒錯）を含むため、R-15での公開となった。
監督をはじめ、スタッフ・キャストともに4作品それぞれ異なるが、浅野忠信は4作品すべてに共通して出演している。作品によっては原作に大幅・大胆なアレンジが加えられている。
竹内スグルとカネコアツシは、この作品が映画監督デビューとなる。

## エピソード
『鏡地獄』では鏡を用いた演出を多用し、映り込みを効果的に用いている。対峙した人物の向きや目線などを意図的に狂わせており、つながりが難しくなるため記録担当を設けていない。監督の実相寺昭雄は本来は鏡を作っている場面以外はすべて映り込みで構成することを構想していた。
カネコアツシは『蟲』を製作するに当たり、漫画家としてのスキルを活かし、事前に詳細な絵コンテを作成して撮影に臨んだ。その内容は、全カットに渡って完成度の高い絵が描き込まれており、完成イメージが分かりやすいとスタッフにも好評だったという。

## キャスト
- 男（火星の運河）、明智小五郎（鏡地獄・芋虫）、柾木愛造・芙蓉の愛人（蟲）：浅野忠信 （4作品すべてに出演）

### 「火星の運河」
- 女：shan
- 森山開次
- 加賀谷香

### 「鏡地獄」
- 齋透：成宮寛貴
- 明智文代：市川実日子（友情出演）
- 浪越警部：寺田農
- 梓：小川はるみ
- 篠宮治美：大家由祐子
- 山科小夜子：吉行由実
- 小林少年：中村倫也
- 寺島進
- 堀内正美
- 原知佐子
- 江連健司

### 「芋虫」
- 平井太郎：松田龍平
- 須永時子：岡元夕紀子
- 須永中尉：大森南朋
- 小林少年：韓英恵

### 「蟲」
- 木下芙蓉：緒川たまき
- 皮膚科医：田口浩正

## スタッフ
- 原作：江戸川乱歩
- 企画制作：ミコット・エンド・バサラ
- プロデューサー：宮崎大
- エンディングテーマ： ゆらゆら帝国『ボーンズ』
- 配給：アルバトロス・フィルム
- 製作：「乱歩地獄」製作委員会（ミコット・エンド・バサラ、ジェネオン エンタテインメント、ニューセレクト、角川映画、東映チャンネル、カルチュア・パブリッシャーズ）
- 上映時間：134分

### 「火星の運河」
- 監督・脚本・撮影：竹内スグル
- 助監督：小野寺昭洋
- 音楽：池田亮司
- 製作協力：東北新社

### 「鏡地獄」
- 監督：実相寺昭雄
- 脚本：薩川昭夫
- 助監督：勝賀瀬重憲、安原正恭
- 撮影：八巻恒存
- 撮影スーパーバイザー：中堀正夫
- 照明：牛場賢二
- 衣装：北村道子
- 音楽：ジュール・マスネ
- 製作協力：コダイ

### 「芋虫」
- 監督：佐藤寿保
- 脚本：夢野史郎
- 助監督：大西裕
- 撮影：芦澤明子
- 衣装：北村道子
- 音楽：大友良英
- 製作協力：葵プロモーション

### 「蟲」
- 監督・脚本：カネコアツシ
- 監督補：今岡信治
- 撮影監督：山本英夫
- 衣装：北村道子
- 音楽：サイコアイ、アラマキコウヘイ（パピーペット）
- VFXスーパーバイザー：小田一生
- 製作協力：リアルプロダクツ